# .cv
.cv為佛得角國家及地區頂級域（ccTLD）的域名。該域名於1996年10月21日啟用。該域名最初由海事高等研究院 (ISECMAR)管理，直到2009年8月才交由国家通信局负责。

## 外部連結
- IANA .cv whois information（页面存档备份，存于）